# Gérard Lefillatre
Gérard Lefillatre (ou Le Fillâtre suivant les sources), né le 21 mars 1946 à Saint-Nicolas-près-Granville,, est un footballeur français ayant évolué au poste de gardien de but. Après sa carrière de joueur, il s'est reconverti en dirigeant de football.

## Carrière
Gérard Lefillatre commence sa carrière de gardien à l'Union sportive granvillaise, dans les rangs amateurs. Repéré par le Stade rennais UC, il y passe professionnel en 1966. Alors âgé de vingt ans, il fait ses débuts en Division 1 le 31 août 1966 à l'occasion d'un déplacement de l'équipe bretonne à Lens (1 - 2). Pendant trois ans, il devra néanmoins rester cantonné à une place de remplaçant derrière Gilbert Robin.
À la fin de la saison 1968-1969, il profite de blessures récurrentes chez Robin pour s'installer comme titulaire. Le début de la saison suivante confirme cette tendance, et Lefillatre dispute quatorze des dix-huit premiers matchs disputés par son équipe en championnat. En pleine crise financière, le club traverse cependant quelques difficultés sportives, et Lefillatre encaisse la bagatelle de trente-sept buts lors de ses quatorze titularisations. Le Stade rennais lui cherche alors un remplaçant, et le trouve en la personne de l'international Marcel Aubour. Ce dernier est cédé à Rennes, tandis que Lefillatre fait le chemin inverse et se retrouve prêté à l'OGC Nice. Un an et demi plus tard, Aubour permettra à Rennes de remporter la Coupe de France. Lefillatre lui ne restera que six mois à Nice, inaugurant son palmarès d'un titre de champion de France de Division 2.
À l'été 1970, Gérard Lefillatre quitte définitivement le Stade rennais et rejoint l'Olympique d'Alès, où il reste trois saisons, évoluant en Division 2 puis en Division 3. Il est ensuite cédé au GFCO Ajaccio, où il termine sa carrière de joueur six ans plus tard.
Lefillatre se reconvertit par la suite en manager général, poste qu'il occupe à Ajaccio. En 1992, il revient au Stade rennais pour assurer cette même charge, devenant ainsi le responsable du recrutement du club breton. Son action accompagne alors la montée en puissance d'un club qui évoluait à son arrivée en deuxième division. C'est sous sa direction que sont réalisées les arrivées en Bretagne de joueurs comme Marco Grassi, Shabani Nonda ou Julien Escudé, mais dans le même temps, le club réalise plusieurs campagnes de recrutement peu fructueuses. En 2000, la décision de François Pinault de permettre au Stade rennais d'investir massivement sur le marché des transferts entraîne le recrutement massif de joueurs sud-américains comme Severino Lucas, Mario Turdó ou Luís Fabiano, achetés à prix d'or, mais qui se révèleront décevants sous le maillot rouge et noir. Pointé du doigt après cet échec cuisant et le gaspillage financier inhérent, Lefillatre est victime, deux ans plus tard, à l'été 2002, du remaniement complet réalisé par Pinault dans les instances dirigeantes du club. Débarqué, il est remplacé par Pierre Dréossi.

## Palmarès
- 1970 : Champion de France de Division 2 avec Nice